# ماه‌ماهی
ماه‌ماهی (نام علمی: Lampris) نام یک سرده از راسته دهان‌گردماهی‌سانان است.
ماه‌ماهی می‌تواند دمای خود را پیوسته ۴ تا ۵ درجه سانتیگراد بالاتر از محیط پیرامون خود نگه دارد.
به این ترتیب این ماهی ۹۰ کیلوگرمی که در عمق بین ۵۰ تا ۴۰۰ متری دریا زندگی می‌کند، نیازی ندارد که به سطح آب بیاید.